# Ernesto Jesús Brotóns Tena
Ernesto Jesús Brontóns Tena (Saragozza, 20 febbraio 1968) è un vescovo cattolico spagnolo, dal 16 luglio 2022 vescovo di Plasencia.

## Biografia
Ernesto Jesús Brontóns Tena è nato a Saragozza il 20 febbraio 1968. Da ragazzo frequentava la parrocchia di San Lorenzo.

### Formazione e ministero sacerdotale
Ha completato gli studi primari in un istituto dei padri marianisti di Saragozza e gli studi secondari presso il seminario minore della stessa città. Ha compiuto gli studi ecclesiastici presso il seminario maggiore di Saragozza e presso il Centro Regionale di Studi Teologici dell'Aragona (CRETA) dal 1986 al 1992.
Il 20 ottobre 1993 è stato ordinato presbitero per l'arcidiocesi di Saragozza. In seguito è stato amministratore parrocchiale delle parrocchie di San Giacomo Maggiore a Cerveruela, di San Lorenzo Martire a Torralbilla, di San Pietro Apostolo a Langa del Castillo, di Sant'Anna a Mainar, di San Michele Arcangelo a Villarreal de Huerva, di San Pietro Apostolo a Romanos, di San Lorenzo Martire a Lechón, di San Biagio ad Anento e dell'Assunzione di Nostra Signora a Fombuena dal 1993 al 1994 e parroco delle stesse parrocchie dal 1994 al 1997. Nel 1997 è stato inviato a Salamanca per studi. Nel 1999 ha conseguito la licenza in teologia dogmatica e nel 2002 il dottorato nella stessa disciplina. A Salamanca ha esercitato il ministero pastorale come cappellano di una residenza universitaria gestita dalle Suore della carità del Sacro Cuore di Gesù. Tornato in diocesi è stato professore di filosofia della religione e di diverse discipline legate alla teologia sistematica presso il Centro Regionale di Studi Teologici dell'Aragona dal 2002; vice-consigliere per la pastorale giovanile dal 2002 al 2004; consigliere per la pastorale giovanile dal 2004 al 2008; parroco della parrocchia del Buon Pastore a Saragozza dal 2003 al 2017; professore al Collegio diocesano governato dalla Fondazione canonica "El Buen Pastor" dal 2004 al 2017; cappellano della Fondazione "El Buen Pastor" dal 2008 al 2017; vice-direttore del Centro Regionale di Studi Teologici dell'Aragona dal 2009 al 2011; direttore dello stesso dal 2011; arciprete dell'arcipresbiterato di Torrero-La Paz dal 2015 al 2017; direttore spirituale del seminario minore di Saragozza dal 2015; professore all'Istituto superiore di scienze religiose "Nostra Signora del Pilar" dal 2016 e collaboratore pastorale della parrocchia della Presentazione della Vergine dal 2017 al 2022.
È stato anche membro del consiglio pastorale diocesano dal 2004 al 2008 e dal 2011 al 2022, del consiglio presbiterale dal 2011 al 2022 e del collegio dei consultori dal 2016 al 2022.

### Ministero episcopale
Il 16 luglio 2022 papa Francesco lo ha nominato vescovo di Plasencia. Il 14 ottobre ha emesso la professione di fede e pronunciato il suo giuramento di fedeltà alla Sede Apostolica nella sala barocca del Palazzo Vescovile di Plasencia. Ha ricevuto l'ordinazione episcopale il giorno successivo nella Plaza de San Nicolás a Plasencia, in quanto la cattedrale era impegnata con la mostra Transitus, dal cardinale Juan José Omella Omella, arcivescovo metropolita di Barcellona, co-consacranti l'arcivescovo metropolita di Mérida-Badajoz Celso Morga Iruzubieta e l'arcivescovo emerito di Saragozza Vicente Jiménez Zamora. Durante la stessa celebrazione ha preso possesso della diocesi.
Nella provincia ecclesiastica di Mérida-Badajoz è il vescovo incaricato della pastorale socio-caritativa e della pastorale della salute.
In seno alla Conferenza episcopale spagnola è membro della commissione per la pastorale sociale e la promozione umana dal novembre del 2022.

## Opere
- con Xabier Pikaza, El Dios cristiano y la felicidad: respuesta a Nietzche, 1999,  pp. XVI, 319.
- Felicidad y trinidad a la luz del De trinitate de San Agustin, Salamanca, Secretariado trinitario, 2003,  pp. XXXVII, 366, ISBN 978-8488643902.
- Dios y la felicidad en el endemonismo actual, in Salmanticensis, vol. 50, n. 2, 2003,  pp. 225-255, ISSN 0036-3537 (WC · ACNP).
- La felicidad y lo divino en el mundo clásico, in Helmántica, vol. 54, n. 164-165, 2003,  pp. 295-338, ISSN 0018-0114 (WC · ACNP).
- Cristianos. Guía Del Catequista: Itinerario de iniciación cristiana para jóvenes y adultos, Boadilla del Monte, PPC, 2007,  p. 160, ISBN 978-8428819633.
- Cristianos itinerario de iniciación cristiana de jóvenes y adultos, Boadilla del Monte, PPC, 2008,  p. 240, ISBN 978-8428819626.
- con Manuel Baile, El Buen Pastor 50 años contigo. Historia de una parroquia, teología de una vida, Saragozza, Comuniter, 2011,  p. 318, ISBN 978-8415126119.
- Dios y la felicidad. Historia y teología de una relación, Salamanca, Secretariado Trinitario, 2013,  p. 811, ISBN 978-8496488595.

## Genealogia episcopale
La genealogia episcopale è:
- Cardinale Scipione Rebiba
- Cardinale Giulio Antonio Santori
- Cardinale Girolamo Bernerio, O.P.
- Arcivescovo Galeazzo Sanvitale
- Cardinale Ludovico Ludovisi
- Cardinale Luigi Caetani
- Cardinale Ulderico Carpegna
- Cardinale Paluzzo Paluzzi Altieri degli Albertoni
- Papa Benedetto XIII
- Papa Benedetto XIV
- Papa Clemente XIII
- Cardinale Marcantonio Colonna
- Cardinale Giacinto Sigismondo Gerdil, B.
- Cardinale Giulio Maria della Somaglia
- Cardinale Carlo Odescalchi, S.I.
- Cardinale Costantino Patrizi Naro
- Cardinale Serafino Vannutelli
- Cardinale Domenico Serafini, Cong. Subl. O.S.B.
- Cardinale Pietro Fumasoni Biondi
- Cardinale Antonio Riberi
- Arcivescovo Gabino Díaz Merchán
- Arcivescovo Elías Yanes Álvarez
- Cardinale Juan José Omella Omella
- Vescovo Ernesto Jesús Brotóns Tena